# 10252 Heidigraf
10252 Heidigraf este un asteroid din centura principală, descoperit pe 26 martie 1971, de Cornelis van Houten, Ingrid van Houten și Tom Gehrels.